# Troglohyphantes fugax
Troglohyphantes fugax este o specie de păianjeni din genul Troglohyphantes, familia Linyphiidae. A fost descrisă pentru prima dată de Kulczynski, 1914. Conform Catalogue of Life specia Troglohyphantes fugax nu are subspecii cunoscute.